# Assuefazione
L'assuefazione è, in farmacologia, il complesso dei comportamenti e cambiamenti fisiologici che si associano all'uso di droghe o farmaci. Con più preciso riferimento a condizioni specifiche associate all'abuso di droghe, si parla di:
- Dipendenza: della situazione in cui l'uso di una droga acquista priorità preminente o assoluta nella scala dei bisogni personali
- Tolleranza: della condizione fisiologica per cui l'organismo sopporta a dosi gradualmente più elevate la tossicità delle sostanze.

Una volta stabilitasi una condizione di tolleranza, la medesima dose di sostanza produce effetti progressivamente ridotti. È detto assuefazione il degradare degli effetti, soprattutto psichici, della medesima dose, che rende necessario aumentare la dose per produrre lo stesso effetto. Non tutti i farmaci sono soggetti a tali effetti, mentre il fenomeno è ben più comune nelle droghe.